# Jean Baptiste Antoine Guillemin
Jean Baptiste Antoine Guillemin (* 20. Januar 1796 in Pouilly-sur-Saône; † 15. Januar 1842 in Montpellier) war ein französischer Botaniker. Er war der Herausgeber von Archives de botanique (1833). Sein offizielles botanisches Autorenkürzel lautet „Guill.“

## Leben und Wirken
Guillemin war Apothekerlehrling in Dijon und war ab 1814 in Genf, wo er bei Jean Pierre Étienne Vaucher (1763–1841) und Augustin Pyramus de Candolle (1778–1841) studierte. Später war er in Paris Kurator des Herbariums und Bibliothekar von Jules Paul Benjamin Delessert (1773–1784). 1827 war er Hilfspräparator am Muséum national d’histoire naturelle und wurde 1832 promoviert. 1834 wurde er als Nachfolger von Adolphe Brongniart (1801–1876) Professor für Botanik am Naturgeschichtsmuseum.
1838 war er auf Forschungsreise in Brasilien, wo er Tee-Kulturen studierte und mit Ludwig Riedel (1790–1861) Pflanzen sammelte. Mit Brongniart und Joseph Decaisne (1807–1882) untersuchte er die Theorie der Sporenentstehung bei Pilzen von Joseph-Henri Léveillé und führte mit Léveillé den Terminus Basidie in die Mykologie ein.
Von 1830 bis 1833 schrieb er zusammen mit Achille Richard (1794–1852) und Georges Samuel Perrottet (1793–1859) das Werk Florae Senegambiae tentamen, seu Historia plantarum in diversis Senegambiae regionibus a peregrinatoribus Perrottet et Leprieur detectarum (erschienen bei Treuttel et Wurtz, Paris), eine Florabeschreibung Senegals. Im Jahr 1835 wurde Guillemin zum Mitglied der Leopoldina gewählt. Er war an den Icones selectæ plantarum von Benjamin Delessert beteiligt und am Dictionnaire des drogues simples et composées von Alphonse Chevallier (1793–1879).

## Ehrungen
Nach Guillemin benannt ist die Pflanzengattung Guilleminea Kunth aus der Familie der Fuchsschwanzgewächse (Amaranthaceae). 1840 benannte Alcide Dessalines d’Orbigny eine Vogelart Muscipeta Guillemini nach ihm, die heute als Synonym für den Hochland-Olivtyrann (Elaenia obscura (d’Orbigny & Lafresnaye, 1837)) betrachtet wird.

## Schriften
- Icones lithographicae plantarum Australasiae raiorum. 1827.